# Furuset Station
Furuset Station (Furuset stasjon) er en metrostation på Furusetbanen på T-banen i Oslo. Stationen ligger ved Furuset senter mellem Lindeberg og Ellingsrudåsen. Fra 1978 til 1981 var den endestation for banen, der fik navnet Furusetbanen. I 1981 blev banen forlænget til Ellingsrudåsen.